# Jutta Rabe
Jutta Rabe, född 1955, är en tysk journalist och ekonom som särskilt uppmärksammats för sina påståenden om orsakerna till M/S Estonias förlisning 1994.
Hon arbetar som direktör för Deutscher Journalisten-Verband (tyska journalistförbundet) och som frilansare för Spiegel-TV. Hon har också arbetat för Focus TV, ZDF, ARTE och NDR.

## Bok och film om Estonia
Rabe gav 2002 ut en bok om Estoniakatastrofen under titeln Die Estonia: Tragödie eines Schiffsuntergangs (Estonia: en skeppsförlisnings tragedi). I boken hävdar Rabe att Estonia sänktes avsiktligt av Ryssland för att dölja att fartyget användes av USA, i samförstånd med Sverige, för smuggling av vapen och narkotika över Östersjön. Vidare hävdades att den svenska regeringen och haverikommissionen mörklagt orsakerna till Estonias förlisning. Samma påståenden hade tidigare framförts av Rabe i flera filmreportage. Inga nya bevis eller nya vittnesmål framfördes i boken trots de dykningar som skett på vraket hösten 2000. Inget svenskt förlag var intresserat av att ge ut boken i svensk översättning.
Boken låg till grund för filmen Baltic Storm som hade premiär i Berlin 13 oktober 2003. Rabe tillät inga svenska medier att vara med vid premiären.
I samband med detta började debatten om det påstådda mörkläggandet av katastrofen.[källa behövs]

## Dykningar på Estonia
Rabe har vid ett flertal tillfällen medverkat i projekt som kränkt gravfriden vid M/S Estonia. 22 augusti 2000 genomförde ett dykeriteam under den amerikanske miljardären Gregg Bemis dykningar från fartyget One Eagle där Rabe och ett filmteam fanns ombord. Svenska Kustbevakningen och finska Sjöbevakningen gick ombord på One Eagle för att försöka få dem att avstå från dykningarna, men misslyckades med detta. Totalt genomfördes ett tiotal dykningar under åtta dagars tid. 9 oktober 2000 beslöt en svensk åklagare att anhålla Bemis och Rabe i sin frånvaro misstänkta för brott mot lagen om skydd för gravfriden vid vraket efter passagerarfartyget Estonia. Anhållan gjorde att Bemis och Rabe också blev efterlysta, men enbart i Sverige. Förutsättningarna för att kunna få Bemis och Rabe utlämnade bedömdes dock som små eftersom deras hemländer inte antagit motsvarande lag och dubbel straffbarhet därför inte förelåg. Dock innebar anhållandet att Bemis och Rabe inte längre kunde utnyttja de hamnar som låg närmast vraket av Estonia, i länder som antagit lagar om gravfrid vid vraket, eftersom de då skulle riskera att gripas. I juni 2002 meddelade Bemis att han inte avsåg att delta i några fler dykningar på grund av anhållan och samarbetsproblem med Rabe.
Efter anhållandet besökte Rabe inte Sverige förrän i mars 2007, då den femåriga preskriptionstiden för det misstänkta brottet hade gått ut.